# Dyamankoppa (Sarkar), Hangal
Dyamankoppa (Sarkar) là một làng thuộc tehsil Hangal, huyện Haveri, bang Karnataka, Ấn Độ.